# Фотографска радња „Ердоглија”
Фотографска радња „Ердоглија” била је једна од првих фотографских радњи у Краљеву. Њен оснивач је био Аврам Ћирић Ердоглија, који се за фотографа школовао у Прагу. Дуго се веровало да је управо Ћирић био први краљевачки фотограф, и да је свој рад започео око 1900. године. Након његове смрти, фотографску радњу је преузела његова супруга Катинка, чиме је она постала прва Краљевчанка која је самостално водила једну овакву радњу.

## Аврам Ћирић Ердоглија
Аврам Ћирић Ердоглија је рођен 1880. године у Жичи. Као млад побегао је од куће, вративши се тек након завршеног школовања за фотографа. Аврам је отишао у Праг како би студирао сликарство, али је због растуће популарности фотографије одлучио да изучава ову врсту уметности. По повратку у Краљево, Аврам је дао оглас у Новосадским новинама тражећи помоћницу за своју радњу. На оглас се јавила Катинка, која је дошла у Краљево и касније се удала за Аврама. Пар је имао ћерку Југицу. Аврам је још у Прагу испред свог презимена Ердоглија додао презиме Ћирић, узето по деди Ћири, како би истакао своју српску припадност.
Из до сада доступних података, ова фотографска радња је почела са радом пре 30. децембра 1907. године. За свега неколико година колико је Аврам Ћирић Ердоглија управљао својом фотографском радњом, успео је да створи фотографије велике уметничке вредности. Поред портрета, радио је и снимање туристичких предела за прављење разгледница. Учествовао је и на изложбама фотографије у Београду. На првој фотографској изложби коју је организовало Српско географско друштво 1911. године Аврам Ћирић Ердоглија је добио трећу награду (прва награда није била додељена). Поново је наредне 1912. године учествовао на другој изложби фотографија Српског географског друштва, на којој је био награђен похвалницом.
Даљи Ћирићев рад прекинула је изненадна смрт. Преминуо је млад, у 33-ој години, 1913. године. Сахрањен је у својој родној Жичи, на гробљу у Трешњару.

## Катинка Ћирић Ердоглија
Катинка Ћирић Ердоглија је рођена 1891. године у Новом Саду, у познатој новосадској породици Бајић. Након што је прочитала оглас у Новосадским новинама у ком је Аврам тражио помоћницу за своју фотографску радњу, Катинка је дошла у Краљево, а касније се и удала за Аврама. Након Аврамове смрти 1913. године Катинка је преузела његову фотографску радњу и променила је њено име у „Фото Ердоглијева”. Са једне фотографије на којој су приказани Ћирићи са својом ћерком Југицом, коју је Аврам снимио непосредно пред смрт, и коју је Катника послала рођацима као ускршњу честитку 1914. године може се закључити да је радња успешно пословала и након Аврамове смрти. Катинка Ћирић Ердоглија је такође била и краљевачки фотограф који је радио најдуже у континуитету, од 1913. године па све до Другог светског рата. Њена радња је последњи пут уписана на списак занатлија 1941. године. Она је потом отишла код сина из другог брака, прво у Немачку где се школовао, а потом у Канаду.
Катица Ћирић Ердоглија је преминула у Торонту 1981. године, али је по њеној жељи урна са њеним посмртним остацима пренета у Жичу, на гробље у Трешњару, у породичну гробницу у којој је сахрањен и њен први супруг Аврам.

## Галерија
- Аврам обучен као калуђер испред манастира Студенице
- Улица краља Милана у Краљеву (око 1910. године)
- Панорама Краљева
- Разгледница Вила Белимарковић
- Разгледница Рудно
- Разгледница реке у Врњачкој Бањи